# كابريللي أمبروسيتي
كابريللي أمبروسيتي (بالإيطالية: Gabriele Ambrosetti)‏ (7 أغسطس 1973 بفاريزي في إيطاليا - ) هو لاعب كرة قدم إيطالي في مركز الوسط. لعب مع تشيلسي ونادي برو باتاريا ونادي بريشيا ونادي بياتشينزا ونادي فاريسي ونادي فيتشينزا ونادي فينيزيا.

## وصلات خارجية
- كابريللي أمبروسيتي على موقع قاعدة بيانات كرة القدم.إي يو (الإنجليزية)
- كابريللي أمبروسيتي على موقع عالم كرة القدم.نت (الإنجليزية)